# Zbór Kościoła Adwentystów Dnia Siódmego w Świdnicy
Zbór Kościoła Adwentystów Dnia Siódmego w Świdnicy – zbór adwentystyczny w Świdnicy, należący do okręgu dolnośląskiego diecezji zachodniej Kościoła Adwentystów Dnia Siódmego w RP.
Świdnicki zbór adwentystyczny został założony w 1907 r.
Pastorem zboru jest kazn. Andrzej Majewski, natomiast starszym – Tomasz Stolarczyk. Nabożeństwa odbywają się w kościele przy ul. Jagiellońskiej 3 każdej soboty o godz. 9.30.